# مايك غالاغير (متزحلق)
مايك غالاغير (بالإنجليزية: Mike Gallagher)‏ هو متزحلق أمريكي، ولد في 3 أكتوبر 1941 في يونكيرس في الولايات المتحدة، وتوفي في 2013.

## وصلات خارجية
- مايك غالاغير على موقع أوليمبيديا (الإنجليزية)